# Armigeres
Armigeres Theobald, 1901 è un genere di zanzare appartenente alla famiglia Culicidae. Le specie di Armigeres sono rinvenute nel sudest asiatico e nell'Australia settentrionale. Alcune specie all'interno di questo genere sono in grado di sollevare le proprie zampe posteriori e creare una zattera di uova (egg raft), con cui trasportare e deporre uova sulla superficie delle acque.

## Tassonomia
Al 2025 erano note le seguenti 61 specie appartenenti a questo genere:
- Armigeres alkatirii Toma, Miyagi & Syafruddin, 1995
- Armigeres annulipalpis (Theobald, 1910)
- Armigeres annulitarsis (Leicester, 1908)
- Armigeres apoensis Bohart & Farner, 1944
- Armigeres aureolineatus (Leicester, 1908)
- Armigeres azurini Basio, 1971
- Armigeres baisasi Stone & Thurman, 1958
- Armigeres balteatus Macdonald, 1960
- Armigeres bhayungi Thurman & Thurman, 1958
- Armigeres breinli (Taylor, 1914)
- Armigeres candelabrifer Brug, 1939
- Armigeres cingulatus (Leicester, 1908)
- Armigeres confusus Edwards, 1915
- Armigeres conjungens Edwards, 1914
- Armigeres denbesteni Brug, 1925
- Armigeres dentatus Barraud, 1927
- Armigeres digitatus (Edwards, 1914)
- Armigeres dolichocephalus (Leicester, 1908)
- Armigeres durhami Edwards, 1917
- Armigeres ejercitoi Baisas, 1935
- Armigeres fimbriatus Edwards, 1930
- Armigeres flavus (Leicester, 1908)
- Armigeres foliatus Brug, 1931
- Armigeres giveni Edwards, 1926
- Armigeres hybridus Edwards, 1914
- Armigeres inchoatus Barraud, 1927
- Armigeres joloensis (Ludlow, 1904)
- Armigeres jugraensis (Leicester, 1908)
- Armigeres kesseli Ramalingam, 1987
- Armigeres kinabaluensis Ramalingam, 1972
- Armigeres kuchingensis Edwards, 1915
- Armigeres lacuum Edwards, 1922
- Armigeres laoensis Toma & Miyagi, 2003
- Armigeres lepidocoxitus Dong, Zhou & Dong, 1995
- Armigeres longipalpis (Leicester, 1904)
- Armigeres magnus (Theobald, 1908)
- Armigeres mahantai Bhattacharyya, Prakash, Mohapatra & Sarma, 2009
- Armigeres maiae Edwards, 1917
- Armigeres malayi (Theobald, 1901)
- Armigeres manalangi Baisas, 1935
- Armigeres maximus Edwards, 1922
- Armigeres megaonychus Xu, Zhou, Luo & Dong, 2022
- Armigeres menglaensis Dong Xueshu, Zhou Hongning & Dong Limin, 2002
- Armigeres milnensis Lee, 1944
- Armigeres moultoni Edwards, 1914
- Armigeres obturbans (Walker, 1859)
- Armigeres omissus (Edwards, 1914)
- Armigeres pallithorax Dong, Zhou & Dong, 2004
- Armigeres papuensis Peters, 1963
- Armigeres pectinatus (Edwards, 1914)
- Armigeres pendulus (Edwards, 1914)
- Armigeres pseudoflavus Dong, Xu, Guo & Li, 2021
- Armigeres sembeli Toma & Miyagi, 2002
- Armigeres seticoxitus Luh & Li, 1981
- Armigeres setifer Delfinado, 1966
- Armigeres subalbatus (Coquillett, 1898)
- Armigeres theobaldi Barraud, 1934
- Armigeres traubi Macdonald, 1960
- Armigeres ventralis (Walker, 1860)
- Armigeres vimoli Thurman & Thurman, 1958
- Armigeres yunnanensis Dong, Zhou & Dong, 1995